# Espanillo
Espanillo es una localidad española perteneciente al municipio de Arganza, en la comarca de El Bierzo, provincia de León, comunidad autónoma de Castilla y León. Limita con las localidades de San Vicente y San Pedro de Olleros. Atraviesa su término el río Cúa, encontrándose el pueblo en su margen derecha.

## Historia
Durante el Antiguo Régimen fue un pueblo del señorío de la abadía de San Andrés de Espinareda. Tras la desaparición de los señoríos pasa a depender del nuevo municipio de Arganza.

## Demografía
Según el INE, se observa una tendencia clara al despoblamiento del pueblo.